# Pellicola conduttiva trasparente

Sezione trasversale di una pellicola sottile policristallina costituente una cella solare. Il rivestimento conduttivo e trasparente è in contatto con i semiconduttori di tipo n per condurre la corrente.

La pellicola conduttiva trasparente (PCT) è un materiale utilizzato per applicazione fotovoltaiche e possono essere di tipo sia inorganico che organico.
Le pellicole inorganiche sono tipicamente costituite da uno strato di ossido trasparente conduttivo (OTC oppure TCO dall'acronimo inglese di transparent conductive oxide), tra cui i più usati sono l'ossido di indio-stagno (ITO), ossido di stagno dopato al fluoro (FTO), e ossido di zinco dopato.
Le pellicole organiche vengono sviluppate principalmente utilizzando reti formate da nanotubi di carbonio e grafene, insieme con una rete di polimeri come il poli(3,4-etilenediossitiofene) e suoi derivati.
Le pellicole trasparenti conduttive fungono da finestra per la luce, per raggiungere il materiale attivo sottostante (dove la carica è generata) e come contatto ohmico per l'uscita della carica dal sistema fotovoltaico. I materiali trasparenti possiedono bande proibite con energia corrispondente alle lunghezza d'onda inferiori dello spettro visibile (380 nm-750 nm). In tal modo i fotoni con energia inferiore a questa differenza di banda non sono assorbiti da questi materiali e sono attraversati dalla luce visibile

## Ossidi conduttivi trasparenti

### Generale
Gli ossidi conduttivi trasparenti sono ossidi di metalli dopati usati in apparecchi optoelettronici come schermi piatti e pannelli fotovoltaici. La maggior parte di queste pellicole sono fabbricate con strutture policristalline o amorfe. In generale queste applicazioni usano materiale elettrico con trasmittanza superiore all'80% della luce incidente e con conduttività maggiore di 103 S/cm per un efficiente trasporto di carica. La tramittanza di queste pellicole, come ogni altro materiale trasparente 
, è limitato da diffusione e i bordi di grano
In generale, PCT per uso in celle solari devono avere una concentrazione di vettori di carica nell'ordine di 1020 cm−3 per una bassa resistenza e una banda proibita maggiore di 380 nm per evitare l'assorbimento di luce nello spettro solare. La mobilità in queste pellicole è limitata da dispersione dovuta a impurità ionizzate nell'ordine di 402/(V·s).
Attualmente gli ossidi trasparenti conduttivi usati nell'industria sono principalmente conduttori di tipo N, cioè la conduzione primaria è per flusso di elettroni. OTC di tipo P sono ancora sotto investigazione basati principalmente su strutture di Cu2O.
Oggigiorno l'ossido trasparente conduttivo industriale più utilizzato è l'ITO o ossido di indio dopato allo stagno.